# Vitalija
Vitalija ist ein litauischer weiblicher Vorname, abgeleitet von Vitalij. Die männliche Form ist Vitalijus.

## Namensträger
- Vitalija Vonžutaitė (* 1980), Mitglied des Seimas